# Paralcis pseudomelanoscia
Paralcis pseudomelanoscia là một loài bướm đêm trong họ Geometridae.